# Мостове (зупинний пункт)
Мостове́ — залізничний пасажирський зупинний пункт Знам'янської дирекції Одеської залізниці на лінії Олійникове — Колосівка.
Розташований в колишньому селищі Мостове Веселинівського району Миколаївської області між станціями Веселинове (7 км) та Мартинівська (9 км).
Станом на кінець квітня 2017 р. на платформі не зупиняються приміські поїзди.